# NGC 5654
NGC 5654 је спирална галаксија у сазвежђу Волар која се налази на NGC листи објеката дубоког неба.
Деклинација објекта је + 36° 21' 37" а ректасцензија 14h 30m 1,4s. Привидна величина (магнитуда) објекта NGC 5654 износи 13,1 а фотографска магнитуда 14,0. NGC 5654 је још познат и под ознакама UGC 9319, MCG 6-32-50, CGCG 192-32, PGC 51807.